# Naxçıvançay
Naxçıvançay är ett vattendrag i Azerbajdzjan.   Det ligger i kommunen Babek Rayon och distriktet Nachitjevan, i den sydvästra delen av landet, 400 km väster om huvudstaden Baku.
Trakten runt Naxçıvançay består i huvudsak av gräsmarker. Runt Naxçıvançay är det ganska glesbefolkat, med 47 invånare per kvadratkilometer.